# Guillermo Mariscal Anaya
Guillermo Mariscal Anaya (Madrid, 9 de mayo de 1974) es un abogado y político español, diputado por Las Palmas en el Congreso de los Diputados desde 2005.

## Biografía
Licenciado en Derecho por la Universidad de Las Palmas de Gran Canaria y máster en Negocio y Derecho de la Energía (ISE), ejerce como abogado. En marzo de 2005 accedió al Congreso de los Diputados, en sustitución de María del Carmen Castellano Rodríguez, y desde entonces ha sido reelegido en 2008, 2011, 2015, 2016, en las dos elecciones de 2019 y en 2023. Ha ocupado los cargos de portavoz de Energía, secretario primero de la Comisión de Asuntos Exteriores y miembro titular de la Asamblea Parlamentaria de la OTAN.Fue, asimismo, portavoz adjunto del Grupo Parlamentario Popular en la XIV legislatura.  Actualmente es secretario tercero de la Mesa del Congreso de los Diputados.
Fue defensor de la intención por parte de la empresa Repsol de realizar prospecciones petroliferas en Canarias acusando de hipócritas al Gobierno de Canarias (PSOE y CC) y defendiendo la hipótesis de que si se encontrará reservas repercutiría en un 10% en la economía de Canarias, así como que el impacto medioambiental sería mínimo.